# Процес на Фишер-Тропш
Процесът на Фишер-Тропш (или синтез на Фишер-Тропш) е съвкупност от химически реакции, при които от въглероден оксид и водород се получава смес от (течни) въглеводороди.
При процеса се получават например синтетични моторни масла или синтетични горива. Синтезът на Фишер-Тропш се радва на бурен интерес като източник на дизелово гориво с ниско съдържание на сяра и като средство за решаване на проблема с изчерпването на природния нефт и високата му цена.

## Описание на процеса
Синтезът на Фишер-Тропш включва няколко реакции, при които се получават различни въглеводороди. Най-предпочитаните реакции дават алкани:
{\displaystyle \mathrm {(2n+1)H_{2}+nCO\rightarrow C_{n}H_{2n+2}+nH_{2}O} }
с n тук е означено положително цяло число. Получаването на метан (n = 1) обикновено не е желано. Повечето от получените въглеводороди са нормални (с неразклонена верига) и са подходящи за дизелово гориво. При странични реакции се получават малки количества алкени, алкохоли и други производни на въглеводородите, съдържащи кислородни атоми.
Синтеза на Фишер-Тропш се провежда обикновено в температурния интервал 150 °C – 300 °C. Високите температури водят до по-висока скорост на химичните реакции, но благоприятстват образуването на метан. По тази причина температурата се поддържа в долната граница или средата на посочения интервал. Увеличението на налягането води до по-висока скорост на превръщане и благоприятства образуването на въглеводороди с по-дълга въглеродна верига, като и двата ефекта са желателни. Обикновено налягането е в интервала от 1 до няколко десетки атмосфери. Още по-високите налягания увеличават инвестиционните разходи и водят до проблеми с катализатора.

## Катализатор
При синтеза на Фишер-Тропш могат да се използват най-различни катализатори, но най-честите са преходни метали като кобалт, желязо или рутений. Никел също може да се използва, но той благоприятства образуването на метан. Кобалтовите катализатори имат висока активност, а желязото е по-подходящо при изходни смеси, бедни на водород. Наред с главния компонент в катализатора се съдържа и „подобрител“ (промотер) като например калий или мед. Катализаторът е разположен на носител с висока специфична повърхност като силикагел, алуминиев оксид или зеолит.

## Изходни вещества
Като изходна суровина за процеса може да се използва природен газ, въглища или биомаса. При използването на въглища или биомаса те трябва да се превърнат в смес от въглероден оксид и водород чрез т. нар. газификация. Получената по този начин смес от водород и въглероден монооксид има съотношение H2/CO около 0.7, докато желаното съотношение при синтеза на Фишер-Тропш е към 2. Затова към сместа се добавя вода, която реагира с въглеродния оксид, като дава водород и въглероден диоксид.

## История
Оригиналният метод е предложен от Франц Фишер и Ханс Тропш от Института „Кайзер Вилхелм“ в Германия през 1920-те години. Оттогава са предложени значителен брой подобрения и модификации. През Втората световна война в Германия, която е бедна на нефт и газ, но богата на въглища, процесът е използван за задоволяване на нуждите от течни горива. Около 9% от горивата в Германия по време на световната война са добити по този метод. След войната получаването по този метод е неконкурентно заради високите разходи и ниската цена на нефта. По време на петролните кризи през 1970-те години, когато цената на нефта рязко се повишава, отново се появява интерес към този метод и се построяват редица пилотни инсталации. Тъй като през 1980-те години цената на нефта пада до нива около и под 20 $ за барел, интересът към синтеза на Фишер-Тропш отново спаднал.
В РЮА, която е богата на каменни въглища, които се добиват направо от повърхността, от 1955 г. се използват инсталации за получаване на течни горива от въглища от държавната компания SASOL. Така например през 2006 г. около 30% от бензина в РЮА е добит по този метод. В Бинтулу, Малайзия, компанията „Шел“ получава течни горива по този метод, като използва за суровина природен газ. Други държави, в които се прилага методът, са например Катар, Финландия и САЩ.
|  | Тази страница частично или изцяло представлява превод на страницата Fischer-Tropsch_process в Уикипедия на английски. Оригиналният текст, както и този превод, са защитени от Лиценза „Криейтив Комънс – Признание – Споделяне на споделеното“, а за съдържание, създадено преди юни 2009 година – от Лиценза за свободна документация на ГНУ. Прегледайте историята на редакциите на оригиналната страница, както и на преводната страница, за да видите списъка на съавторите. ВАЖНО: Този шаблон се отнася единствено до авторските права върху съдържанието на статията. Добавянето му не отменя изискването да се посочват конкретни източници на твърденията, които да бъдат благонадеждни. |